# Paul Romer
Pour les articles homonymes, voir Romer.
Paul Michael Romer, né le 6 novembre 1955, est un économiste américain et un professeur à l'université de New York. Avant d’entrer à l'université de New York, il a enseigné l’économie à l'université Stanford, à l'université de Californie à Berkeley, à l'université de Chicago et à l'université de Rochester. Il est également le fondateur d’Aplia, qui élabore et propose des technologies permettant d’améliorer l’apprentissage des étudiants. Il est considéré comme un expert de la croissance économique et l'innovation technologique.
En 2018, il reçoit le Prix de la Banque de Suède.

## Biographie
Romer a obtenu ses diplômes de baccalauréat universitaire en sciences en mathématiques en 1977 et un Ph.D. en économie en 1983, les deux à l'université de Chicago. Romer a été nommé l'une des 25 personnalités les plus influentes d'Amérique par Time Magazine en 1997. Romer est le fils d'un gouverneur du Colorado, Roy Romer.
En 2002, M. Romer s’est vu remettre le prix Horst Claus Recktenwald en économie pour ses résultats et ses contributions exceptionnels. Il a également reçu le prix Distinguished Teaching de la Stanford University's Graduate School of Business (1999) et a été élu membre de l’Académie Américaine des Arts et des Sciences (2000). Il est également membre de la Société Econométrique et associé en recherche du Bureau National de Recherche Économique. Il a été membre du panel du Conseil de Recherche Nationale sur les critères du soutien fédéral de la recherche et du développement, du conseil exécutif de l’Association d’Économie Américaine et du Centre d’Études Avancées dans le domaine des sciences et du comportement.
Il entre à la Banque Mondiale en 2016, et, à peine 15 mois plus tard, en démissionne en janvier 2018 après avoir laissé entendre dans une interview que l'organisme oriente ses études en fonction de partis pris idéologiques. En ce qui concerne le « Doing Business », un classement des pays en fonction de la facilité à y faire des affaires, Romer a accusé l'un des économistes auteur du rapport d'avoir changé la méthodologie pour des raisons politiques injustifiées : ainsi, le Chili sous la présidence socialiste de Michelle Bachelet a perdu 23 places en trois ans,.
Après sa démission, il retrouve son poste à l'université de New York.

## Contributions académiques

### Théorie de la croissance endogène
Le travail le plus important de Paul Romer se situe dans le champ de la croissance économique. Les économistes ont étudié la croissance à long terme d'une façon étendue dans les années 1950 et 1960. Les travaux de Robert Solow, par exemple, ont établi la primauté du développement technologique dans l'explication de croissances soutenues dans les résultats par travailleur. Les travaux de Romer dans les années 1980 et 1990 ont consisté à construire des représentations mathématiques des économies dans lesquelles le progrès technique est le résultat d'actions intentionnelles de la population, comme la recherche et développement, et non plus quelque chose qui évolue spontanément.
Paul Romer a développé en 1986 une théorie de la croissance endogène appelée modèle de Romer.
La croissance économique se produit lorsque des personnes prennent des ressources et les réarrangent dans des configurations qui ont plus de valeur. Une métaphore utile pour la production dans une économie vient de la cuisine. Pour créer des produits finaux de valeur, on mélange des ingrédients peu chers ensemble dans une recette. La cuisine que l'on peut faire est limitée par l'approvisionnement en ingrédients, et de la même façon la plupart des méthodes dans l'économie produisent des effets secondaires indésirables. Si la croissance économique pouvait être réalisée seulement en réalisant de plus en plus la même sorte de recette, on finirait par manquer de matières premières et on souffrirait de niveaux inacceptables de pollution et de nuisance. L'Histoire enseigne, cependant, que de la croissance économique surgit de meilleures recettes, pas seulement de plus de cuisine. De nouvelles recettes produisent généralement moins d'effets secondaires indésirables et génèrent plus de valeur économique par unité de matière première.

### La connaissance comme substitut à la rareté des ressources naturelles
Chaque génération a perçu les limites de la croissance que les ressources naturelles limitées et les effets indésirables entraîneraient si aucune nouvelle recette ou idée n'était découverte. Et chaque génération a sous-estimé le potentiel de découverte de nouvelles recettes et d'idées. Régulièrement, nous ne parvenons pas à saisir combien d'idées restent à découvrir. Les possibilités ne s'ajoutent pas. Elles se multiplient.
En raison de ses réflexions sur la limitation des ressources naturelles, Paul Romer est quelquefois surnommé « post-scarcity prophet ». Dans un article pour la revue Reason, il soutient que les idées peuvent permettre à la croissance de durer encore 5 milliards d'années .
Les recherches de Paul Romer ont montré que, selon lui, considérer la connaissance et l'information comme une ressource est ce qui crée de la croissance économique. Contrairement aux autres ressources, la connaissance n'est pas seulement abondante, elle est infinie. Cette thèse est au cœur de ses réflexions, et a largement influencé la stratégie de domination mondiale des États-Unis.

### Ville modèle
Selon Paul Romer, « ce qui fait obstacle au développement des pays pauvres, ce sont les “mauvaises normes” imposées par les États aux investisseurs, ainsi découragés. » Il propose donc de construire des « villes modèles » dans lesquelles la quasi-totalité des réglementations reviendraient aux investisseurs et non à l’État. Celles-ci disposeraient ainsi de leurs propres lois, de leurs tribunaux, de leur police, et de leur gouvernement, et ne paiera pas d’impôts au pays d’accueil.
Le président du Honduras, Porfirio Lobo, s'est déclaré convaincu par ce projet après une rencontre avec Paul Romer en janvier 2011. La direction de la Banque interaméricaine de développement (BID) s'est également montrée enthousiasmé et a promis de le soutenir. Cependant, à la suite d'une plainte déposée pour « trahison à la patrie » auprès de la Cour suprême de justice du Honduras par des opposants au projet, celui-est finalement déclaré anticonstitutionnel et rejeté par la Cour.

## Publications
- (en) « The Origins of Endogenous Growth », Journal of Economic Perspectives, 1994
- (en) « The Growth of Nations », soit ici avec  Edmund Phelps; Gregory Mankiw Brookings Papers on Economic Activity, 1995:1, 275-326.
- (en) « Growth Cycles », avec George Evans and Seppo Honkapohja, American Economic Review, June 1998
- (en) « Science, Economic Growth and Public Policy » (in B. Smith and C. Barfield, eds., Technology, R&D, and the Economy, Brookings Institution and American Enterprise Institute, 1996)
- (fr) « Endogenous Technological Change », Journal of Political Economy, octobre 1990
- (en) « Increasing Returns and Long Run Growth », Journal of Political Economy, octobre 1986).
- (en) Macroeconomics, Study Guide and Aplia Activation Card, avec Paul Krugman et Robin Wells.